# 帕拉帕拉 (瓜里科州)
9°23′30″N 67°17′14″W / 9.39167°N 67.28722°W
帕拉帕拉（西班牙語：Parapara），是委內瑞拉的城市，位於該國中部瓜里科州的羅斯西奧市，始建於1660年，主要經濟活動是農業，附近有多處煤礦，2001年人口3,350。